# Чемпионат Чехословакии по хоккею с шайбой 1949/1950
Чемпионат Чехословакии по хоккею с шайбой 1949/1950 — 14-й сезон чехословацкой хоккейной лиги. Чемпионом впервые в своей истории стал армейский клуб АТК Прага, прервавший гегемонию другой пражской команды ЛТЦ.

## Формат
Сезон 1949/50 получился запоминающимся: впервые чемпионский титул выиграл не ЛТЦ. К тому же было увеличено количество матчей, теперь команды играли в два круга. ЛТЦ, занявший 3 место, уступил во всех матчах двум главным конкурентам: АТК со счётом 4:5 и 2:4, Соколу ВЖКГ — 3:4 и 2:4. Бывшие хоккеисты ЛТЦ, игравшие за АТК (вратарь Йозеф Йирка, защитник Пршемысл Гайны и нападающий Аугустин Бубник) стали главными творцами победы армейского клуба. На матчах чемпионата была высокая посещаемость, особенно в Праге, Брно и Остраве. В частности, в Остраве, на игре Сокол ВЖКГ—ЛТЦ присутствовало более 17 000 зрителей. 

## Турнирная таблица
| №  | Команда           | И  | В  | Н | П  | ГЗ | ГП | О  |
| -- | ----------------- | -- | -- | - | -- | -- | -- | -- |
| 1. | АТК Прага         | 14 | 12 | 0 | 2  | 85 | 45 | 24 |
| 2. | Сокол ВЖКГ        | 14 | 10 | 0 | 4  | 71 | 43 | 20 |
| 3. | ЛТЦ Прага         | 14 | 9  | 1 | 4  | 88 | 49 | 19 |
| 4. | Ческе-Будеёвице   | 14 | 7  | 1 | 6  | 60 | 53 | 15 |
| 5. | Кралово Поле Брно | 14 | 5  | 4 | 5  | 53 | 70 | 14 |
| 6. | Слован Братислава | 14 | 4  | 2 | 8  | 55 | 78 | 10 |
| 7. | Спарта Прага      | 14 | 1  | 3 | 10 | 42 | 76 | 5  |
| 8. | Зброёвка Брно     | 14 | 2  | 1 | 11 | 35 | 75 | 5  |

## Лучшие бомбардиры
1. Аугустин Бубник (АТК) — 26 шайб
2. Индржих Райтмайер (Слован) — 21
3. Владимир Забродски (ЛТЦ) — 20

## Состав чемпиона
Вратарь
Йозеф Йирка
Защитники
Пршемысл Гайны, Антонин Шпанингер, Милослав Шашек, Эдуард Ремиаш
Нападающие
Аугустин Бубник, Владимир Кобранов, Йозеф Шток, Властимил Гайшман, Милослав Поспишил, Ян Чех, Йозеф Коллер